# Doloressus cippatus
Doloressus cippatus is een hooiwagen uit de familie Assamiidae.